# Kerkmagazine
Kerkmagazine is een Nederlands facilitair vakblad dat viermaal per jaar verschijnt. Het blad werd in 2010 opgericht als een onafhankelijk facilitair vakblad voor beheerders en bestuurders van kerken in Nederland. Initiatiefnemer van het blad was Insite Media, destijds nog organisator van Kerk & Gemeente, een vakbeurs voor kerken. Sinds 2013 wordt het blad geëxploiteerd door Helderblauw. In 2022 was de gemiddelde oplage van Kerkmagazine 4.750 exemplaren. Alle kerken in Nederland ontvangen het blad.
De artikelen en nieuwsberichten zijn gericht op facilitaire zaken zoals bouw, onderhoud, restauratie, meubilair en inrichting, beveiliging en aanverwante onderwerpen met betrekking tot het kerkgebouw. De actualiteit van sluitingen en herbestemmingen van kerkgebouwen komt ook aan de orde. Geloofsinhoudelijke aspecten worden niet behandeld in het magazine.
Kerkmagazine belicht tweemaal per jaar een thema dat ‘Dossier’ wordt genoemd. Daarin komt een bepaald onderwerp uitgebreid aan de orde middels praktische tips en achtergrondinformatie. Het blad werkt regelmatig samen met non-profitorganisaties en (semi-)overheidsinstellingen. In het kader van het overheidsbeleid Kerkenvisie, interviewde Kerkmagazine in 2018 en 2020 minister Ingrid van Engelshoven van Onderwijs, Cultuur en Wetenschap.